# Wilhelm von Wright

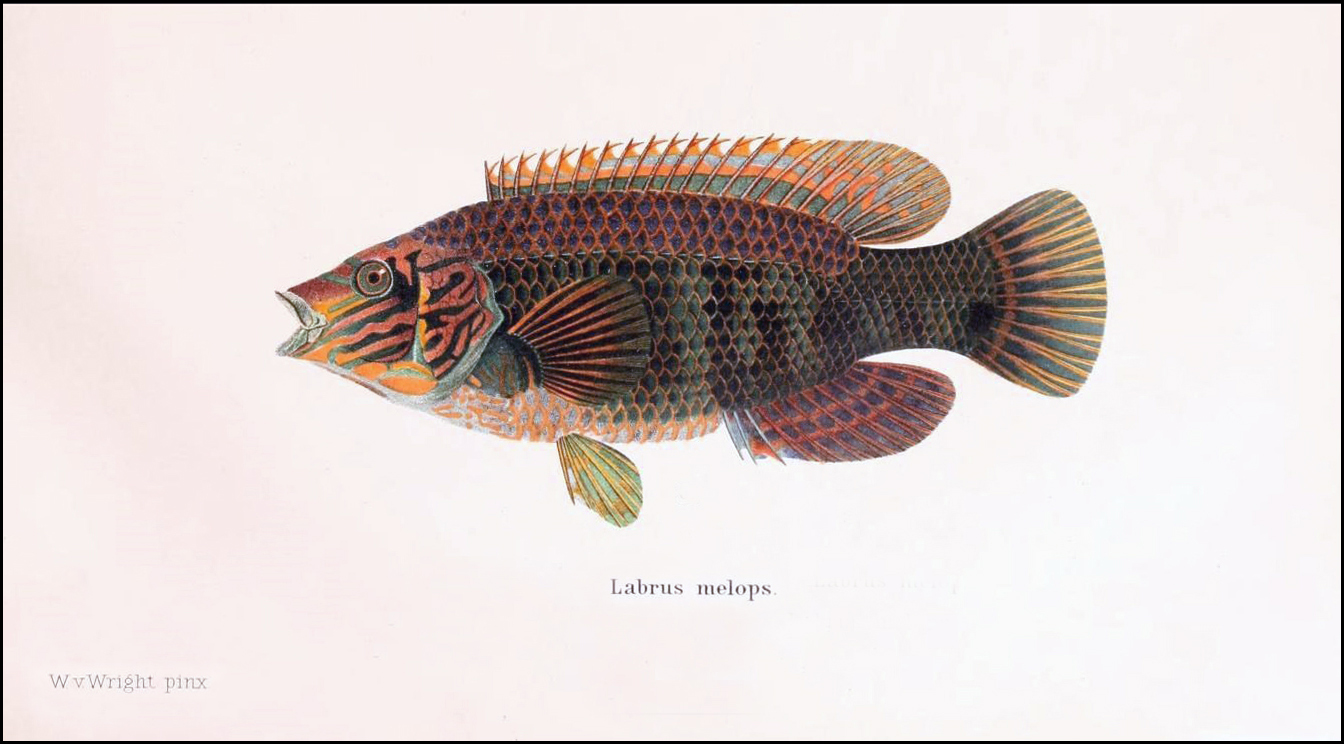
Skärsnultra av Wilhelm von Wright.

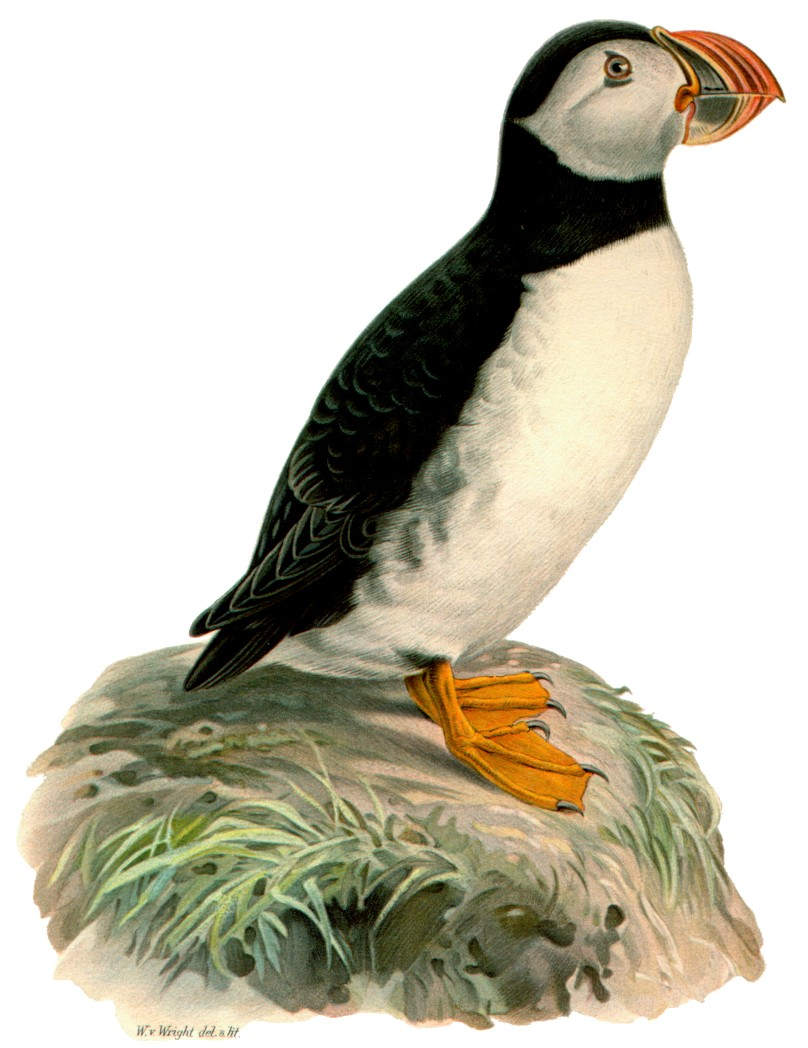
Lunnefågel från Svenska foglar efter naturen.

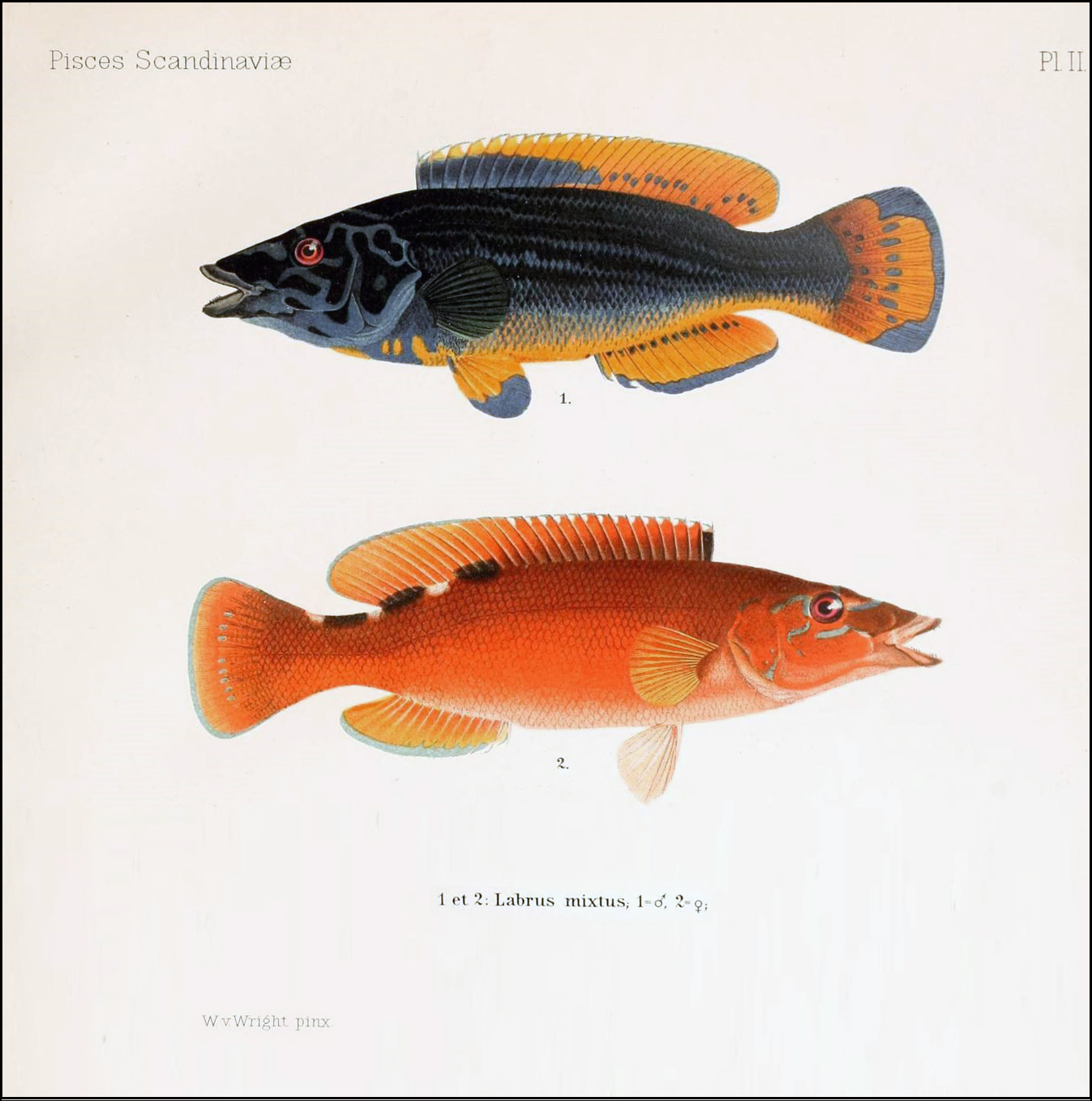
Blågylta av Wilhelm von Wright.

Wilhelm von Wright, född 5 april 1810 på Haminanlax gård nära Kuopio i Finland, död 2 juli 1887 på Marieberg på Orust i Bohuslän i Sverige, var en finländsk-svensk målare, tecknare, grafiker, kammarjunkare och fiskeriinspektör. Han var särskilt känd för sina illustrationer av fåglar och fiskar.

## Biografi
Wilhelm von Wright var son till majoren Henrik Magnus von Wright och Maria Elisabet Tuderus och från 1845 gift med Maria Margareta Bildt. Han var bror till Magnus och Ferdinand von Wright. På uppdrag av sin bror Magnus kom han vid 18 års ålder till Sverige 1828 för att hjälpa till vid framställandet av planschverket Svenska foglar efter naturen som de tillsammans färdigställde i en liten handkolorerad upplaga om 100 exemplar. Mecenat för detta arbete var greve Nils Bonde på Hörningsholms slott. von Wright erövrade sig snart ett berömt namn såsom djurtecknare och var anställd som tecknare vid Vetenskapsakademien 1834–1848. Förutom teckningarna han utförde för Vetenskapsakademien svarade han även för graveringen och litograferingen av akademiens illustrationer. Han var huvudsakligen autodidakt men fick en viss utbildning i gravyr av Fredrik Boije och en viss vägledning i teckning av sin bror Magnus samt oljemålning från brodern Ferdinand. Han utförde bland annat illustrationerna till Sven Nilssons Illuminerade figurer till Skandinaviens fauna 1832–1840, illustrationer till Tidskrift för jägare och naturforskare 1832–1834, Israel af Ströms Svenska foglarna, uppställde i systematisk ordning 1839 samt de kolorerade planscher han lämnade till Bengt Fries, Carl J. Sundevalls och Carl Ulric Ekströms beskrivning över Skandinaviens fiskar som väckte en berättigad uppmärksamhet i och utom landet och intar ännu en obestridd plats bland det förnämsta samtiden i denna väg frambragt. Efter utgivandet av Skandinaviens fiskar belönades Sundevall och von Wright 1865 med det Letterstedtska priset. Flera av von Wrights teckningar av fjärilar och fossila teckningar kom aldrig i tryck och finns endast som originalteckningar. von Wright blev agré vid Konstakademien. Arbetet med Skandinaviens fiskar fick von Wright att flytta till Orust där han huvudsakligen arbetade tillsammans med professor Fries på Kristinebergs zoologiska station. Han anställdes som extra ordinarie kammarskrivare vid generaltullstyrelsen och fick kammarjunkers titel 1838 och utnämndes till inspektör för fiskerierna i Bohuslän 1855. Förutom konstnärlig verksamhet och sin tjänst som fiskeriinspektör tillverkade han instrument, verktyg, jaktgevär, fiskeriredskap, möbler och smycken. Han medverkade i Konstakademiens utställningar 1829, 1836, 1840, 1853 och 1866 med målningar av fåglar, fiskar och däggdjur utförda i gouache, olja eller akvarell. En minnesutställning med hans och hans bröders konst visades i Helsingfors 1928–1929 och i von Wrights gamla hem på Marieberg samlades en minneskollektion 1952. Han egendom Marieberg är ett hembygdsmuseum och där bevaras hans arbetsrum i så gott som oförändrat skick. von Wright var huvudsakligen en naturvetenskaplig tecknare och grafiker men ägnade sig även åt fritt måleri med huvudsakligen djurbilder stilleben och porträtt. Ett slaganfall 1856 band honom vid sjukbädden till hans död 1887 på hans egendom Marieberg i Morlanda pastorat på Orust i Bohuslän.
Wilhelm von Wright är representerad vid Ateneum, Göteborgs konstmuseum, Malmö museum, Norrköpings konstmuseum, Nationalmuseum, Cygnaei galleri, Finlands Nationalmuseum, Vetenskapsakademien och Helsingfors universitetsbibliotek.